# 二號本薩利姆鎮區 (北卡羅萊納州穆爾縣)
二號本薩利姆鎮區（英語：Township 2, Bensalem）是位於美國北卡羅萊納州穆爾縣的一個鎮區。

## 地方資料
二號本薩利姆鎮區的面積為251.50平方千米，皆為陸地。根據2020年美國人口普查的數據，當地共有人口3029人，而人口密度為每平方千米12.04人。